# Arlit
Arlit es una comuna urbana de Níger, chef-lieu del departamento homónimo en la región de Agadez. En 2012 tenía una población de 79 725 habitantes, de los cuales 41 592 eran hombres y 38 133 eran mujeres.
Es una ciudad industrial ubicada en el centro-norte del país, entre el desierto del Sahara y el borde oriental de las montañas de Air. Se encuentra a 200 km al sur, por carretera, de la frontera con Argelia.

## Industria del uranio

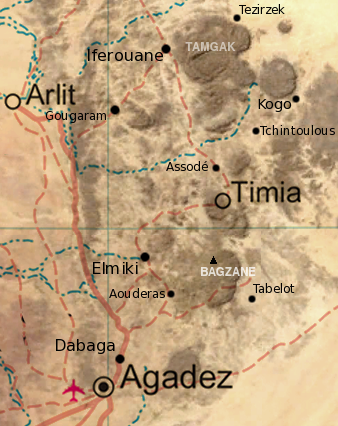
Mapa del sur de las Montañas de Air.

Fundada en 1969 tras el hallazgo de yacimientos de uranio en la región, la ciudad ha crecido en torno a la industria minera, desarrollada por el  gobierno francés. Dos grandes  minas de uranio, en Arlit y cerca de Akouta, son explotadas mediante la técnica de la minería a cielo abierto. Una de ellas fue iniciada en 1971 por la Sociedad Nacional de Minería de Níger, SOMAIR.
La segunda mina a cielo abierto, así como la tercera  subterránea, fueron construidas por la empresa francesa Compagnie Minière d'Akouta (o COMINAK).
El mineral de ambas es procesado y transportado por una empresa francesa, Areva NC, un holding del grupo Areva, una empresa estatal francesa a cargo del Commissariat à l'énergie atomique (CEA). El sistema de generación de energía nuclear francés, así como el  programa de armas nucleares francés, dependen en gran parte del uranio extraído en Arlit. Areva sola, emplea a 1.600 extranjeros en el sitio.
En 2006 se extrajeron 3.434 toneladas de uranio de las minas de Arlit y se transportaron en camión hasta el puerto de Cotonú, Benín, para su exportación final a Francia. En su apogeo en la década de 1980, el 40% de la producción mundial de uranio procedía de Arlit, y el uranio representaba el 90% de las exportaciones de Níger (en valor). Para transportar el uranio hacia el sur, se construyó una moderna carretera principal, conocida como "la autopista del uranio", la cual pasaba por alto muchas ciudades a lo largo del camino (In-Gall por ejemplo) cambiando radicalmente el sistema de transporte de Níger.

### Auge, caída y recuperación
A finales de la década de 1980, Arlit sufrió el fuerte descenso del precio del uranio en el mercado mundial, y el número de empleados extranjeros en la ciudad se redujo a 700, un descenso del que se ha recuperado en la primera década del siglo XXI. A pesar de esto, el valor del uranio de Níger no ha recuperado su nivel de los '80, causando trastornos y sufrimientos a las decenas de miles de nigerinos que se habían ido agrupando en los  asentamientos informales que rodean Arlit.
La tensión social resultante de la crisis del modelo exportador de uranio, junto con la percepción de que los mejores puestos de trabajo quedaban reservados para los del sur de Níger, fueron los detonantes de la  Rebelión Tuareg de los años  '90. En una nueva  rebelión en 2007, los nacionalistas Tuareg hicieron del reparto más justo de los beneficios y del empleo entre la población local una de sus principales demandas.

### Impacto ambiental
El impacto local sobre el medio ambiente de la industria minera de Arlit ha sido criticado por Organizaciones No Gubernamentales africanas y europeas, y especialmente Areva NC ha sido acusada de indiferencia por las condiciones sanitarias y ambientales en torno a sus operaciones.

### Acusaciones sobre venta de uranio a Irak
En 2002, durante el preludio a la Guerra de Irak, el gobierno británico presentó un informe, del cual el gobierno norteamericano se hizo eco, que luego fue llamado Expediente de Septiembre (Armas de destrucción masiva en Irak: La evaluación del gobierno británico), donde, entre otras cosas, acusaba al gobierno de Irak de querer adquirir uranio nigerino. Esta acusación fue conocida con el nombre de "Yellowcake controversy" ("Escándalo del óxido de uranio").

## Expatriados e inmigrantes
La ciudad de Arlit ha llegado a desarrollar una infraestructura familiar al primer mundo, con un aeropuerto para atender a los trabajadores europeos y sus familias, y también se ha convertido en un punto de tránsito para los inmigrantes indocumentados que viajan a Argelia, y desde allí, a Francia.

## En la cultura de masas
En 2005, el cineasta beninés Idrissou Mora-Kpaï, produjo y dirigió la película Arlit, deuxième París (Arlit, la segunda París) acerca de la gran comunidad de expatriados franceses en la ciudad.
En 2007 la editorial Andersen Press publicó una novela del escritor británico de literatura infantil,  Stephen Davies, La conspiración del óxido de uranio (The Yellowcake Conspiracy), un thriller de espionaje ambientado en la mina de Arlit.